# Oxley Park, New South Wales
Oxley Park este o suburbie în Sydney, Australia.